# Radio Fama Tomaszów

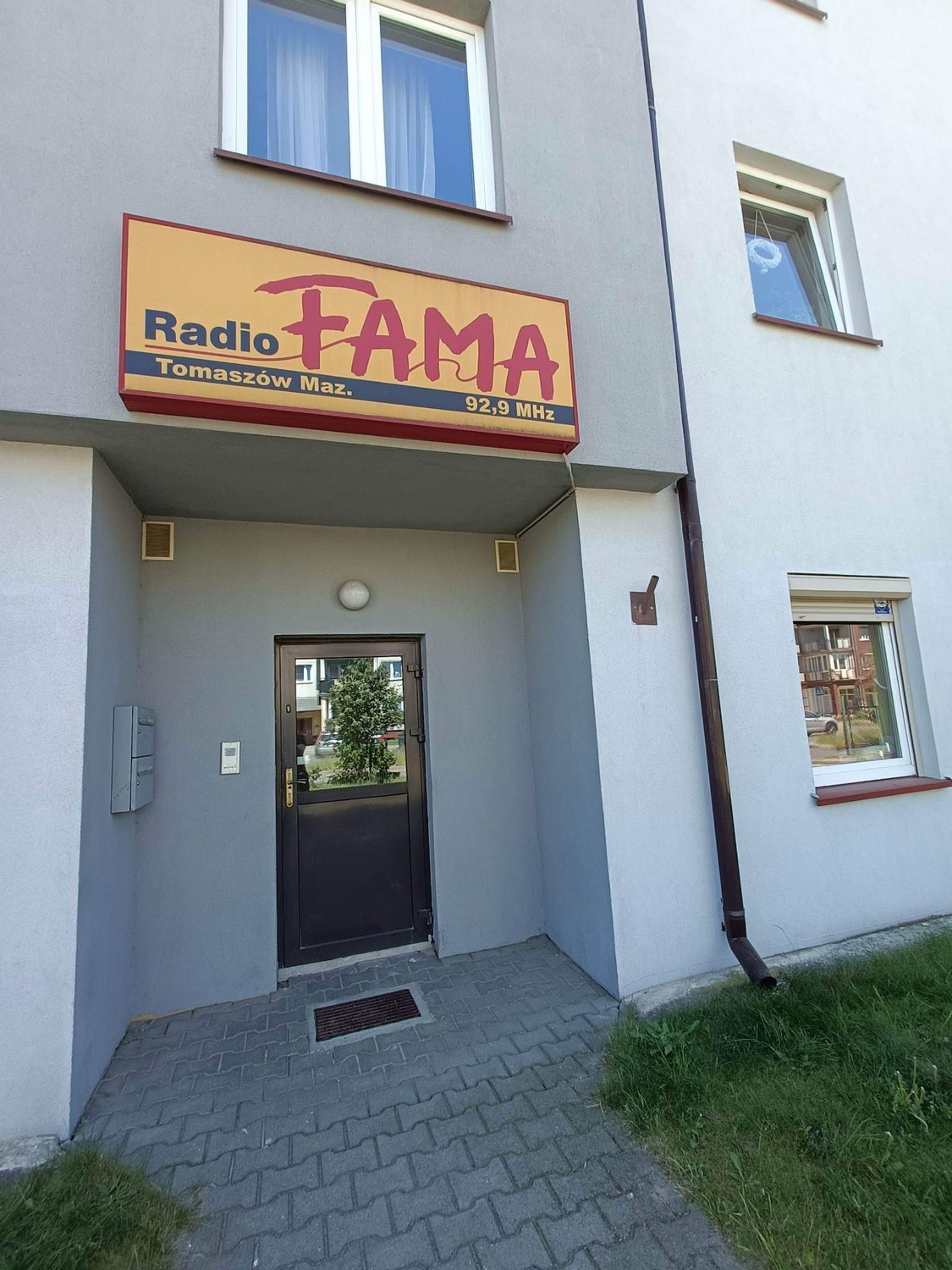
Siedziba Radia Fama Tomaszów przy ul. Smugowej 1/11

Radio Fama Tomaszów (zapis stylizowany: Radio FAMA Tomaszów; Radio FAMA 92,9 FM) – jedna ze stacji należących do komercyjnej sieci rozgłośni lokalnych Grupy Radia Fama zlokalizowana w Tomaszowie Mazowieckim przy ulicy Smugowej 1/11.
Sieć rozgłośni prowadzona jest przez spółkę Radio TOP Sp. z o.o. z siedzibą przy ulicy Zbożowej 21 w Kielcach. Głównym organem zarządzającym jest Radio Fama Kielce.
Od samego początku ze stacją związany był Łukasz Kowalczyk, który w ostatnich latach pełnił obowiązki redaktora naczelnego. Od 1 października 2024 roku jego miejsce zajęła Emilia Kleszczewska.

## Historia
Radio Fama Tomaszów powstało 6 listopada 2006 roku wraz z przydzieleniem oficjalnej koncesji. Stacja emituje swój program na częstotliwości 92,9 FM, korzystając z nadajnika o mocy 1.0 kW zamontowanego na kominie byłych Zakładów Włókien Chemicznych „Wistom” w Tomaszowie Mazowieckim.
Program testowy stacja zaczęła emitować 6 października 2006 roku. Inauguracja nadawania odbyła się 4 listopada 2006 roku. O godzinie 12:00 na antenie Radia Fama Tomaszów wybrzmiał fragment utworu Ewy Demarczyk o tytule „Tomaszów”.

## Profil stacji
Profil stacji ma charakter muzyczno-informacyjny z naciskiem na informacje lokalne z Tomaszowa Mazowieckiego.
Stacje posiadają wspólną ramówkę oraz – w dużym stopniu – playlistę. Jednocześnie program każdej z nich tworzy – poza wybranymi audycjami, wspólnymi dla wszystkich rozgłośni należących do sieci – tworzy osobny zespół prezenterów i dziennikarzy ze studia lokalnego.
Wszystkie stacje Grupy Fama emitują muzykę o autorski format muzyczny – łączący cechy formatów CHR i AC. Oprócz tego na antenie prezentowane są nagrania z gatunku dance, pop.
Na antenie Radia Fama co godzinę prezentowane są aktualności z kraju i ze świata. Stacja korzysta z newsroomu spółki Agora.
Oprócz tego emitowane są informacje lokalne, serwisy pogodowe, drogowe oraz giełda pracy.

## Zasięg
Zasięg nadawania pokrywa tereny w promieniu 50 km od Tomaszowa, obejmując zasięgiem okoliczne miejscowości m.in. Będków, Budziszewice, Czerniewice, Inowłódz, Koluszki, Lubochnia, Mniszków, Opoczno, Piotrków Trybunalski, Rokiciny, Rzeczyca, Sławno, Sulejów, Ujazd, Wolbórz, Żelechlinek.